# الانقلاب الإسباني في مارس 1939
يُعدّ الانقلاب الإسباني في مارس 1939 (بالإنجليزية: Spanish coup of March 1939) في التأريخ الذي يُشار إليه غالبًا باسم انقلاب كاسادو (بالإسبانية: Golpe de Casado)، انقلابًا تم تنظيمه في الجبهة الجمهورية ضد حكومة خوان نيغرين. نفذها الجيش بدعم من الأناركيين والاشتراكيين؛ وكان قائدها قائد جيش المركز، سيجيسموندو كاسادو. نظر المتآمرون إلى حكومة نيغرين على أنها ديكتاتورية شيوعية بشكل مباشر تمامًا. وقد خلّص معظمهم إلى أن استراتيجية المقاومة الثابتة التي أقرتها الحكومة ضد القوميين لن تنتج سوى المزيد من القتلى والمعاناة بينما كانوا قد خسروا الحرب بالفعل. قصد الجيش وبعض السياسيين الانقلاب كخطوة أولى نحو فتح مفاوضات سلام مع القوميين؛ أما بالنسبة للأناركيين والاشتراكيين، فقد كانت الأولوية هي عزل الشيوعيين من السلطة.
بدأ الانقلاب في 5 مارس عندما أعلن المتمردون تشكيل شبه حكومة خاصة بهم، وهي المجلس الوطني للدفاع (سي إن دي) ومقره مدريد. بعد ساعات قليلة من المناقشات، قررت حكومة نيغرين، في ذلك الوقت المتمركزة بالقرب من بلدة إلدا على الساحل الشامي، أن أي مقاومة لا طائل من ورائها؛ لذا في اليوم التالي غادروا إسبانيا. سيطر المتمردون بسهولة على جميع عواصم المقاطعات مع التورط بقتالات ضئيلة جدًا أو معدومة. كان الاستثناء الوحيد هو مدريد، إذ قام المدير التنفيذي الشيوعي المحلي، غير مدركًا لقرار المكتب السياسي لبي سي إيه بتجنب إراقة الدماء، بتصعيد وتيرة المقاومة. سيطرت الوحدات التي يسيطر عليها الشيوعيون والتي تم استدعاؤها من خط المواجهة على معظم مدريد، ثم في 9 مارس كانوا يقتربون من مقر (سي إن دي) ومع ذلك، تم استدعاء الوحدات التي يسيطر عليها الأناركيون أيضًا من خط المواجهة إلى المدينة في 10 مارس ثم مرور 3 أيام لضمان انتصار المتمردين. خلال الأسابيع الثلاثة التالية، حكم المجلس الوطني الديمقراطي المنطقة الجمهورية.

## الخلفية
طوال عام 1938، طور العديد من الجمهوريين الرئيسيين شكوكًا حول استراتيجية رئيس الوزراء نيغرين لمواصلة القتال؛ وتم تحديد الحزب الشيوعي، الذي يعمل لصالح الاتحاد السوفييتي، على أنه الداعي الرئيسي له. وهم كانوا مقتنعين بشكل كامل بأنهم قد خسروا الحرب بالفعل، وأن المزيد من المقاومة لن يؤدي إلا إلى امزيد من الوفيات والمعاناة والدمار الذي يمكن تجنبه. ومع ذلك، حتى عام 1939، تم تقديم النظرية القائلة بأن الجمهورية يجب أن تبدأ المفاوضات مع القوميين لإنهاء الصراع باستخدام آليات سياسية داخلية منتظمة. تحدث الرئيس أزانيا لهذه الغاية مع رئيس الوزراء؛ إذ ضغط الزعيم الاشتراكي بشتيرو من أجل حكومته التي ستشارك بعد ذلك في محادثات السلام.
في أوائل شهر فبراير، اتفق كبار القادة العسكريين مبدئيًا على أنه في حالة عودة نيغرين - في ذلك الوقت المحاصر في كاتالونيا المعزولة - إلى المنطقة الوسطى، يجب إزالته من السلطة على الفور. شارك في المؤامرة قائد جميع القوات المسلحة في المنطقة الوسطى الجنوبية الجنرال مياجا إلى جانب رئيس الأركان الجنرال ماتالانا وقائد جيش الجنرال ليفانتي مينينديز وقائد جيش الكولونيل كاسادو. في نفس الوقت تقريبًا، حاولت المنظمات اللاسلطوية الثلاثة الكبرى، (سي إن تي) (إف إيه آي) (إف جي إل)، استدعاء مياجا لتشكيل «منظمة موحدة مناهضة للفاشية» لتتولى السلطة في المنطقة الوسطى؛ لم يكن الغرض منها بدء محادثات السلام بل إقصاء الشيوعيين. أعقب هذا الاقتراح محادثات بين كاسادو والقائد العسكري الأناركي لفيلق الجيش الرابع، سيبريانو ميرا.
منذ يناير، حافظ كاسادو على اتصالاته مع العملاء القوميين النشطين في مدريد؛ ثم في 15 فبراير، تلقى تأكيدًا بأن فرانكو مستعدًا للدخول في محادثات بشأن استسلام الجمهوريين. من ذلك الحين فصاعدًا خلال الأسابيع الثلاثة التالية كان هناك تواصل مستمر بين كاسادو والقوميين؛ إذ كان الأول مصممًا بالفعل على تنظيم انقلاب ضد نيغرين - الذي عاد إلى المنطقة الوسطى - وبدء محادثات السلام. تعهد مقر فرانكو بأنه لن يكون هناك قمع ضد الجمهوريين الغير متهمين بارتكاب أية جرائم؛ وطالب القوميون أيضًا بشنّ انقلاب مناهض لنيغرين في أقرب وقت ممكن، ربما كان هذا بالفعل في فبراير من عام 1939.